# H. Boersma
De sergeant H. Boersma (?-1886) werd in 1874 in Nederlands-Indië onderscheiden met de Militaire Willems-Orde. Op 2 augustus 1885 richtte hij samen met W.A. Schenk in Amsterdam de "Vereeniging de Militaire Willems-Orde" op. Schenk was de oprichtingsvoorzitter of "president" en Boersma werd secretaris.
De vereniging kwam niet tot bloei. Het Ministerie van Oorlog weigerde medewerking aan een plechtigheid waarbij het vaandel van de vereniging werd overgedragen omdat dat "op eigen kosten was aangeschaft en daaraan geen militaire herinneringen waren verbonden".Twee buitengewone ereleden, de Vorst van Wied en de groothertog van Saksen-Weimar-Eisenach waren al bereid gebleken de vereniging te steunen maar toen Schenk en Boersma de Duitse Keizer, Grootkruis in de Militaire Willems-Orde, ook erelid wilden maken en daarover de Nederlandse regering polsten werden zij namens de regering door de Amsterdamse burgemeester van Tienhoven zozeer ontmoedigd dat het bestuur verder geen activiteiten meer ontplooide.